# آلة الحمض النووي
تمثل آلة الحمض النووي أو آلة الدنا (بالإنجليزية:  DNA machine)‏ أو آلة جزيئية (بالإنجليزية: molecular machine)‏ مكونة من الحمض انووي (دنا). هذا وقاد أبحاث تصنيع آلات الحمض النووي «نادريان سيمان» ومساعديه في جامعة نيويورك في أواخر الثمانينات من القرن العشرين. وقد اسْتُخْدِمَ الحمض النووي (دنا) بسبب أن الأدوات الحيوية المتعددة والتي وُجِدَت فعلاً في الطبيعة ولها القدرة على التأثير على الحمض النووي، بالإضافة إلى المعرفة الهائلة حول كيفية عمل الحمض النووي (دنا) والتي تم بحثها ودراستها مشبقاً بواسطة علماء الأحياء الكيميائيين.
ويمكن تصميم آلات الحمض النووي منطقياً حيث أن تجميع الحمض النووي للحلزون المزدوج يُبْنَى على قواعدٍ صارمةٍ محددةٍ للإزدواج القاعدي الذي يسمح لبروتينات الضفيرة النانوية أن ترتبط تنبؤياً طبقاً لتسلسلها. مما يجعل من تلك «اللزوجة الانتقائية» ميزةً جوهريةً في تكوين آلات الحمض النووي.
وكان Bernard Yurke ومساعديه في شركة لوسنت للبرمجيات ممن أوردوا أحد الأمثلة على آلات الحمض النووي في عام 2000، والذين ركَّبوا ملاقيطاً جزيئيةً (بالإنجليزية: molecular tweezer)‏ من الحامض النووي. حيث تحتوي ملاقيط الحمض النووي على ثلاث جدائل: ألف، بي وسي، حيث تُثَبَت الجديلة ألف على نصف الجديلة بي ونصف الجديلة سي، ومن ثم فهي تضمهما معاً. مما يجعل الجديلة ألف تعمل كمفصلٍ، مما يجعل الذراعان ألف بي وألف سي متحركان. كما يحلق أو يطفو البناء بذراعيه مفتوحاً واسعاً. إلا أنهم يمكن أن يتم جذبهم ليُغْلَقُوا بإضافة ذراع رابع يمثل الضفيرة (دي) و«المبرمجة» لتلتصق بالأقسام المدلاة وغير المزدوجة من الضفيرتين أو الجديلتين بي وسي. هذا وقد أُثبِتَ غلق الملاقيط بواسطة بتحديد علامة أو اثر الضفيرة ألف على أي نهايةٍ مع الجزيئات باعثة الضوء والتي لا تبعث الضوء عندما تكون قريبةً من بعضها البعض. ولإعادة فتح الملاقيط، يتم إضافة ضفيرةٍ زائدةٍ (إي) ذات تسلسلٍ أيمنٍ لتزدوج مع الضفيرة (دي). وعندما يتم تزاوجهما أو التحامهما معاً، لن توجد أية رابطة بينهما للآلة (ألف بي سي)، ولذلك ستُحَلِّق بعيداً. وهنا يصبح لآلة الحمض النووي القدرة على الفتح والغلق تكراراً من خلال الدوران فيما بين الضفيرتين (دي) و (إي). ويمكن استخدام هذه الملاقيط لإزالة الأدوية من داخل الفوليرينيات وكذلك من الحمض النووي المجمع ذاتياً رباعي الوجوه. كما يمكن تحديد حالة الجهاز بواسطة قياس المسافة بين الجسيمات الفلورية المتبرعة والمتلقية باستخدام نقل طاقة رنين فورستر (بالإنجليزية: Förster resonance energy transfer)‏.